# Área metropolitana de Cheyenne
El Área Estadística Metropolitana de Cheyenne, WY MSA, como la denomina oficialmente la Oficina de Administración y Presupuesto, es un Área Estadística Metropolitana que abarca únicamente el condado de Laramie, en el estado estadounidense de Wyoming. Tiene una población de 91.738 habitantes según el Censo de 2010, convirtiéndola en la 354.º área metropolitana más poblada de los Estados Unidos.

## Principales comunidades del área metropolitana
Ciudad principal o núcleo
- Cheyenne, la capital del estado

Otras comunidades
- Albin
- Burns
- Pine Bluffs